# Frank Dux
Frank William Dux é um lutador de Artes marciais americano e um coreógrafo de lutas para filmes .Dux criou seu próprio estilo da arte marcial, no ano de 1975, chamado de  "Dux Ryu Boxe". Ele foi a inspiração para o filme de 1988, O Grande Dragão Branco, estrelado por Jean-Claude Van Damme

## Carreira
Dux afirma que foi introduzido e treinado na arte marcial Koga Yamabushi Boxe por Senzo Tanaka. O estilo Dux Ryu Boxe, de Dux, não é considerado um estilo Koryū (uma forma feudal de Ninjútsu do século 15), mas é reivindicada por ele, por ser baseada nos princípios do clã Yoga e no estilo de luta Boxe. Frank Dux formulou uma técnica propria na qual ele chama de DUX FASST (Focus-Action-Skill-Strategy-Tactics/PT: Concentração-Ação-Habilidade-Estratégia-Tática).
As reivindicações de ser o criador desse estilo de luta por Dux e a sua experiência militar, foram contestadas, inclusive se ele realmente lutou no chamado Kumite. De acordo com o jornal Los Angeles Times, a organização que supostamente organizou o Kumite, tinha o mesmo endereço da casa de Dux, e o troféu que ele afirma ter ganhado foi comprado por ele em uma loja local.
Ele também afirma que seus críticos fazem parte de uma conspiração para desacreditá-lo, liderada pelo mestre de Ninjitsu  Stephen K. Hayes, que o vê como uma ameaça.

## Publicações
Dux escreveu uma autobiografia intitulado The Secret Man: An American Warrior's Uncensored Story. A vida de Dux foi uma inspiração para o filme O Grande Dragão Branco, na qual ele co-escreveu e coreografou. Jean-Claude Van Damme, interpretou esse filme como Frank Dux. No filme The Quest (PT: Desafio Mortal), Dux foi co-autor.

## Ligações Externas
- Site Oficial
- Frank Dux. no IMDb.